# Ernst Heinrich Eras
Ernst-Heinrich Eras (* 3. Mai 1890 in Boritz; † 14. September 1975 in Wiesbaden) war ein deutscher Ministerialbeamter.

## Leben und Tätigkeit
Eras war seit den 1920er Jahren als Beamter im Reichsverkehrsministerium in Berlin tätig. 1936 wurde er zum Ministerialrat befördert.
Neben seiner Tätigkeit als Ministerialbeamter war er Vorsitzender des Aufsichtsrates der Nürburgring GmbH in Nürburg und Mitglied der Obersten Nationalen Sportbehörde für die Deutsche Kraftfahrt. Zudem gehörte er dem Deutschen Herrenklub an.

## Schriften
- Reichsgaragenordnung. Mit Landesvorschriften und Tankwesen ; Verordnung über die Einstellung von Kraftfahrzeugen, Reichsmuster und Erläuterungen und Landesvorschriften ; Verordnung über den Verkehr mit brennbaren Flüssigkeiten nebst den „Grundsätzen“ (Wortlaut des Reichsmusters) und preußische Vorschriften, 1932. (zusammen mit Ernst Börsing)
- Die neuen Verordnungen des Straßenverkehrs vom 13. November 1937. Mit volkstümlichen Erläuterungen, 1938.